# Dark Roots of Earth
Dark Roots of Earth е десети студиен албум на американската траш метъл група Testament. Издаден е на 27 юли 2012 г. от Nuclear Blast.

## Обща информация
За този албум в групата се завръща барабанистът Джийн Хоглън, който напуска след „Demonic“ (1997). Крис Адлър от Lamb of God изпълнява барабаните в iTunes версията на „A Day in the Death“. „Dark Roots of Earth“ заема 12-о място в Billboard 200, което е най-високата позиция в историята на Testament.

## Състав
- Чък Били – вокали
- Ерик Питърсън – китара
- Алекс Сколник – китара
- Грег Крисчън – бас
- Джийн Хоглън – барабани

## Песни
| 1.    | Rise Up                     | 4:18 |
| 2.    | Native Blood                | 5:21 |
| 3.    | Dark Roots of Earth         | 5:45 |
| 4.    | True American Hate          | 5:26 |
| 5.    | A Day in the Death          | 5:38 |
| 6.    | Cold Embrace                | 7:45 |
| 7.    | Man Kills Mankind           | 5:05 |
| 8.    | Throne of Thorns            | 7:04 |
| 9.    | Last Stand for Independence | 4:42 |
| 50:48 |                             |      |